# Süheyla Ünlü
Süheyla Ünlü (* 1990 in Berlin) ist eine deutsche Schauspielerin.

## Leben
Süheyla Ünlü wuchs in Berlin zweisprachig auf. 2006 gewann sie den „Berliner Bär Pokal“ im Kickboxen (Semi-Kontakt). Nach der Schule absolvierte sie von 2007 bis 2010 eine Ausbildung zur technischen Assistentin für Datenverarbeitung im Bauwesen.
Vor ihrem Schauspielstudium gehörte sie zum Ensemble des Jungen DT. Mit der Inszenierung Clash in der Regie von Nurkan Erpulat war sie 2011 zum 32. Theatertreffen der Jugend eingeladen. 2014–2015 gastierte sie am Deutschen Theater Berlin in der Inszenierung Tee im Harem des Archimedes (Regie: Nuran David Calis), wo sie Anita, die Schwester der männlichen Hauptfigur Pat, verkörperte, die sich für wenige Franc als Prostituierte verkauft.
Von 2014 bis 2018 studierte Ünlü Schauspiel an der Hochschule für Musik, Theater und Medien Hannover. 2016 erhielt sie im Rahmen der Förderung des künstlerischen Nachwuchses ein Stipendium der Stiftung der Hochschule für Musik, Theater und Medien Hannover für ihre weitere Ausbildung. Während ihres Studiums trat sie am Studiotheater Hannover auf, gastierte 2017 am Staatstheater Braunschweig und spielte 2017/2018 gemeinsam mit Kathleen Morgeneyer und Natali Seelig erneut am Deutschen Theater Berlin in Between the Lines. Briefe aus Bissau.
Ünlü war von 2018 bis 2022 festes Mitglied des Schauspielensembles am Staatstheater Nürnberg. Dort arbeitete sie u. a. mit Regisseuren wie René Pollesch, Selen Kara, Anne Lenk, Rafael Sanchez, Dieter Dorn, Christian Brey und Jan Philipp Gloger zusammen. In der Spielzeit 2022/23 war sie am Staatstheater Darmstadt in der Uraufführung Drei Kameradinnen von Shida Bazyar als Kasih zu sehen.
Neben ihrer Theaterarbeit stand Süheyla Ünlü schon für Film- und Fernsehproduktionen vor der Kamera. 2021 spielte sie die Rolle der Soraya Özdil in der dritten Staffel der Comedy-Fernsehserie Merz gegen Merz sowie 2023 in dem Fernsehfilm Merz gegen Merz – Hochzeiten. Im selben Jahr war sie in einer Episodenrolle der Krimireihe Kommissarin Lucas zu sehen.
Sie ist Mitglied der Genossenschaft Deutscher Bühnen-Angehöriger (GDBA) und Mitglied im Bundesverband Schauspiel (BFFS).

## Filmografie

### Fernsehen (Auswahl)
- 2019: Die Tinte trocknet nicht (Kurzfilm)
- 2019: Hayat: Leben (Kurzfilm)
- 2021: Merz gegen Merz (Fernsehserie, 8 Folgen)
- 2022: Gott ist ein Käfer
- 2023: Kommissarin Lucas – Du bist mein (Fernsehreihe)
- 2023: Der Pass (Fernsehserie, Folge 3x06)
- 2023: Merz gegen Merz – Hochzeiten (Fernsehfilm)
- 2024: Merz gegen Merz – Geheimnisse (Fernsehfilm)
- 2024: Bettys Diagnose (Fernsehserie, Folge Sprachlos)
- 2024: Chaos und Stille
- 2025: Die Chefin  (Fernsehserie, Folge Das Leben danach)

## Theater (Auswahl)
- 2011: Clash, Regie Nurkan Erpulat, Kammerspiele Deutsches Theater (Berlin)
- 2014/15 Tee im Harem des Archimedes, Regie Nuran David Calis, Deutsches Theater (Berlin)
- 2016: Leviathan, Regie Stephan Hintze, Studiotheater Hannover
- 2017: Überzeugungstäter. Regie Auftrag:Lorey, Staatstheater Braunschweig
- 2018: Der Zorn der Wälder, Regie Kieran Joe, Staatstheater Nürnberg[8]

## Auszeichnungen
- 2019: Nachwuchsschauspielerpreis der HFF München für den Film HAYAT - Leben (Regie Suli Kurban)[9]